# Fountain Hills
Fountain Hills és una ciutat del Comtat de Maricopa, Arizona, EUA. Segons estimacions de l'Oficina del Cens 2006, la població de la ciutat és 24.669. Fountain Hills va ser el vuitè punt de creixement més ràpid entre tots els pobles i ciutats a Arizona entre el 1990 i el cens de 2000. En contrast amb els veïns de Scottsdale, algunes cases en Fountain Hills estan àmpliament espaiades, en un entorn rural més. Fountain Hills és la llar de la quarta font més alta del món, i veïns de la reservació Índia de Fort McDowell. Charles W. Juels Fountain Hills Observatori es troba a prop. La ciutat també celebra dues fires anuals, una fira d'art i de la Gran Fira de Fountain Hills, que incorpora les arts i un carnaval. La ciutat també afirma tenir l'únic Thanksgiving Day Parade oest del riu Mississipi.

## Llei i govern
L'actual alcalde de Fountain Hills és Jay Schlum, escollit el març de 2008. L'actual Ajuntament es compon de l'Alcalde i sis Regidors: Henry leger Vice Alcalde, Regidors Keith McMahan, Mike Archambault, Dennis Contino, Ginny Dickey i Cassia Hansen. Rick Davis és l'Administrador de la Ciutat. Entre altres consells són funcionaris nomenats Ciutat Fiscal Andrew McGuire i Ciutat del Magistrat Ted Armbruster.

## Escoles públiques
Fountain Hills Unified School District # 98 està compost per quatre escoles. McDowell Muntanya de l'Escola Primària Kinder-2 º grau, Escola Primària Quatre Picos per als graus 3-5, Fountain Hills Middle School per als graus 6-8, i Fountain Hills High School per als graus 9-12. També hi ha una Carta de l'Escola, que té tots els graus fins a l'escola secundària.

## Geografia
Segons l'Oficina del Cens dels Estats Units, la ciutat té una superfície total de 18,2 milles quadrades (47,2 km²), dels quals, 18/2 milles quadrades (47,1 km²) és de terra i 0,1 milles quadrades (0,1 km²) de la mateixa (0,27%) és aigua.

## Font
L'epònim font va ser construïda el 1970 per Robert P. McCulloch, l'any abans de la reconstrucció de la Puente de Londres a Lake Havasu City, un altre de la McCulloch projectes, es va acabar. La font llança aigua durant aproximadament 15 minuts cada hora. La ploma d'aigua passa d'un lliri d'aigua concretes escultura en el centre d'un gran llac artificial. La font, impulsat per tres bombes de turbina de 450 kW, ruixadors d'aigua a un ritme d'aproximadament 7.000 galons per minut malgrat un broquet de 18 polzades. Amb les tres bombes i en condicions ideals, la font pot arribar a 170 m d'alçada, encara que en condicions normals d'operació diària només dues de les bombes es fan servir, amb una font d'alçada al voltant dels 91 metres. Quan es va construir, va ser la font més alta del món i va sostenir que el registre de més d'una dècada.

## Galeria

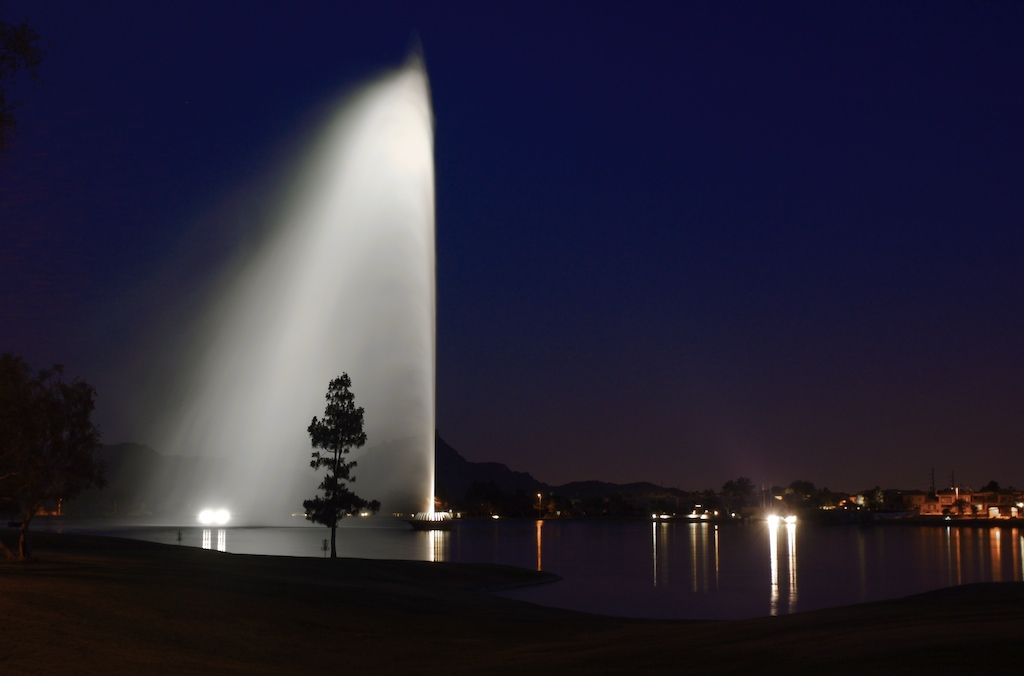
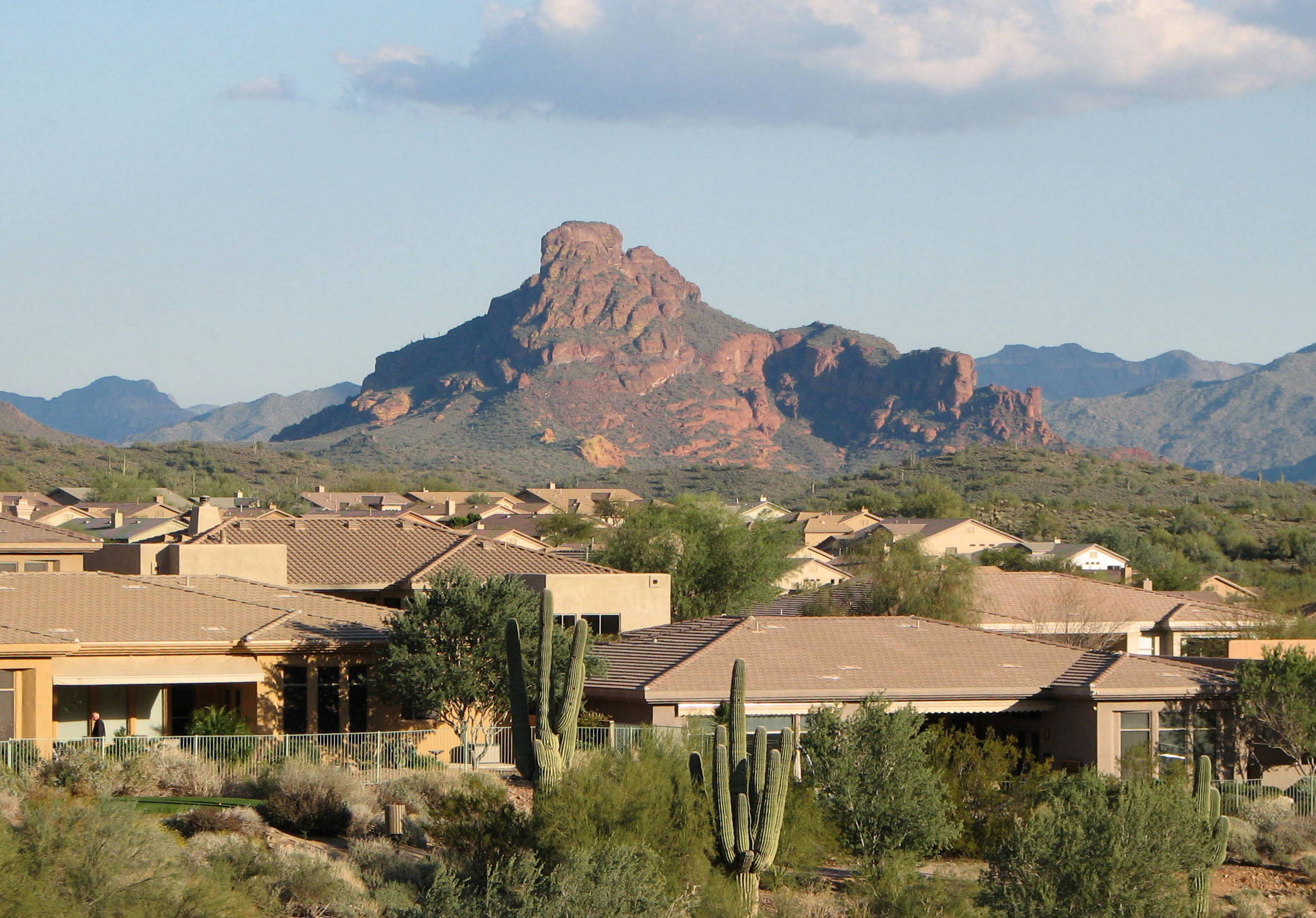

## Agermanaments
- Kasterlee